# Tropisetron
Tropisetron is een serotonine 5-HT3 receptor antagonist die vooral gebruikt wordt om misselijkheid en overgeven tegen te gaan als gevolg van chemotherapie. Het wordt experimenteel toegepast als analgeticum bij fibromyalgie. Het medicament is beschikbaar als 5 mg pillen en in 2 mg voor intraveneuze toepassing en wordt op de markt gebracht door Novartis in Europa, Australië en Nieuw-Zeeland als Navoban, maar is niet beschikbaar in de VS.
Tropisetron is een doorgaans goed verdragen geneesmiddel met betrekkelijk weinig bijwerkingen. Genoemd worden hoofdpijn, duizeligheid en constipatie.